# اورل فوسلی
اورل فوسلی (انگلیسی: Orell Füssli) شرکت انتشارات سوئیسی است، که در سال ۱۵۱۹ تأسیس شد.